# Mumble
Mumble — свободное кроссплатформенное VoIP-приложение с открытым кодом, включающее особую технологию «позиционирования звука», как основную отличительную особенность. Состоит из серверной части и программы-клиента.
Технология «позиционирования» обеспечивает различную обработку голосов других пользователей в зависимости от их конкретного местоположения в игре. Для её работы требуется наличие плагина для конкретной игры, то есть специально разрабатываемой программной поддержки на стороне игры, позволяющей передавать Mumble информацию о том, находится ли тот или иной игрок справа, слева, близко, далеко, чтобы «спозиционировать» звук.
Поддерживается встроенный настраиваемый Overlay (в TeamSpeak есть плагин, в Ventrilo появился в версии 3.0). Поддерживает Direct3D 10 с версии 1.2.0. Поддерживается работа с геймерской клавиатурой Logitech G15. Имеется возможность настроить горячие клавиши, в том числе на отдельных пользователей и каналы. Связь по умолчанию шифруется через SSL, есть возможность шифрования всего трафика с использованием I2P и Tor.
Программа-клиент оснащена большим количеством настроек, из-за чего считается, что настройка оказывается достаточно сложной для конечного пользователя.